# TBS未来への生命募金
TBS未来への生命募金（ティービーエスみらいへのいのちぼきん）は、TBSホールディングス総務局CSR推進部内のTBS未来への生命募金事務局が事務を担っていた募金。通称はTBS未来（Mirai）募金。

## 歴史
交通遺児の支援などを目的に1976年に発足したTBSカンガルー募金を引き継ぐ形で、2010年6月に新たに発足した。
2012年3月からの約1年間にわたって東日本大震災で音楽活動ができなくなった子どもたちを応援するというコンセプトで募金活動を実施。
2013年4月8日付で、こどもの音楽再生基金、被災地へピアノを届ける会、ヴァイオリンプロジェクト『千の音色でつなぐ絆』命をつなぐ木魂の会へ募金をそれぞれ寄託し活動をいったん終了した。